# Medialink
A Medialink Group Limited é uma distribuidora e licenciante de conteúdo com sede em Kowloon, Hong Kong, especializada na distribuição de animes japoneses e licenciamento de marcas. Seus escritórios estão localizados na Mody Road, Tsim Sha Tsui.
Registrada no Registro de Empresas de Hong Kong, a Medialink foi fundada como Medialink International Limited por Lovinia Chiu em março de 1994.[carece de fontes?] Em 2018, os cofundadores Lovinia e Noletta Chiu integraram a Medialink Entertainment e a Medialink Animation International ao Medialink Group, que foi listado na Bolsa de Valores de Hong Kong em 2019.

## Distribuição de anime
A Medialink Entertainment lida com a aquisição e distribuição de conteúdo de anime japonês no Sudeste Asiático, Sul da Ásia, China Continental, Taiwan, Hong Kong, Macau, Micronésia e Polinésia. A empresa não lança diretamente suas próprias propriedades, mas seleciona alguns títulos de anime para lançamento em mídia doméstica por meio de seus parceiros de distribuição, como Asia Video Publishing em Hong Kong, CaiChang International Multimedia em Taiwan, Dream Express (DEX) e anteriormente Rose Media and Entertainment na Tailândia.[carece de fontes?]
Além disso, a empresa também sublicencia títulos selecionados para serviços de streaming e emissoras de TV. Em 2018, a empresa lançou uma nova marca chamada Ani-One para transmitir simultaneamente novos títulos de anime e distribuir séries mais antigas em suas plataformas parceiras. Seus clientes notáveis incluem Netflix, Animax Asia, iQIYI, Bilibili, Dimsum e serviços de streaming locais em regiões selecionadas. Também oferece conteúdo de anime em seu próprio canal do YouTube desde outubro de 2019. Em 10 de abril de 2021, a Medialink anunciou que havia alcançado uma parceria de distribuição com a Mediacorp, com os títulos da Medialink sendo disponibilizados para transmissão no meWATCH. Em 1 de julho de 2021, a Medialink lançou um programa de associação chamado Ani-One ULTRA para transmitir títulos selecionados e séries de anime antigas em seu canal Ani-One no YouTube.
Em 2019, a Medialink começou a coproduzir e cofinanciar projetos de anime.

### Títulos notáveis distribuídos pela Medialink
- Bleach
- Code Geass: Lelouch of the Rebellion
- Cardcaptor Sakura
- Dr. Stone
- The Familiar of Zero
- Food Wars!: Shokugeki no Soma
- Gintama
- Haikyū!!
- Horimiya
- Jujutsu Kaisen
- KonoSuba: God's Blessing on this Wonderful World!
- Laid-Back Camp
- My Hero Academia
- My Teen Romantic Comedy SNAFU
- No Game No Life
- Overlord
- The Promised Neverland (apenas Hong Kong, Macau e Taiwan)
- To Your Eternity
- Saga of Tanya the Evil
- So I'm a Spider, So What?
- Soul Eater
- Tokyo Ghoul:re
- Yashahime: Princess Half-Demon

## Outros negócios

### Licenciamento de marca
A Medialink Animation International administra o negócio de licenciamento de marcas. Está envolvido no licenciamento de várias marcas, incluindo Garfield, Popeye, Betty Boop, Le Petit Prince e My Hero Academia.

### Ani-Mall
Em 2020, a Medialink começou a se aventurar no negócio de comércio eletrônico durante a pandemia de COVID-19. Lançada em agosto de 2020, a Ani-Mall é uma loja online que vende roupas, brinquedos e outras mercadorias com tema de anime das marcas licenciadas da Medialink.

### Ani-Kids
Em 19 de setembro de 2020, a Medialink lançou uma nova plataforma ][Vídeo sob demanda|VOD]] de entretenimento educacional no MyTV SUPER para crianças em pré-escolas.